# Siegfried Theiss
Siegfried Theiss (* 12. November 1882 in Pressburg, Österreich-Ungarn; † 24. Jänner 1963 in Wien; auch Siegfried Theiß) war ein österreichischer Architekt.

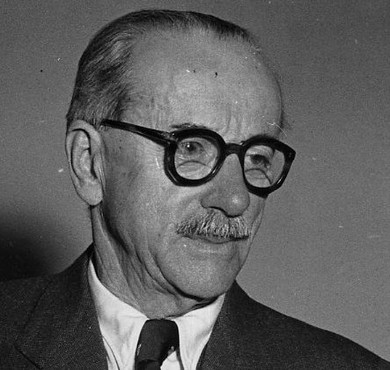
Porträt

## Werdegang
Siegfried Theiss stammte aus gutbürgerlichem Haus. Der Vater war Mittelschullehrer, die Mutter kam aus einer Gutsbesitzerfamilie. Nach dem Architekturstudium an der Technischen Hochschule (1901–06) und der Akademie der bildenden Künste (1906–07) in Wien tat sich Theiss mit dem aus Nordböhmen stammenden Hans Jaksch zu einer höchst erfolgreichen Ateliergemeinschaft zusammen, die 1907 bis 1961, also 54 Jahre, währte. Darin galt Theiss, ein begabter Zeichner, eher als der künstlerische Teil, Jaksch oblag mehr die Akquisition der Projekte und der praktische Teil der Durchführung.
Im Ersten Weltkrieg geriet Jaksch in russische Kriegsgefangenschaft und war zuerst in Turkestan, dann, nach einem erfolglosen ersten Fluchtversuch, in Sibirien inhaftiert. Siegfried Theiss gelang es aber, das Büro fortzuführen und Großaufträge wie die Fliegerkaserne in Wiener Neustadt abzuwickeln. Das Atelier Theiss und Jaksch blieb auch in den schwierigen Zeiten der Ersten Republik erfolgreich, Theiss wurde zum außerordentlichen Professor an die Technische Hochschule Wien berufen und erhielt später eine ordentliche Professur. Das Büro Theiss und Jaksch baute unter anderem Gemeindebauten für das „Rote Wien“.
In den 1930er Jahren wurden weitere Großaufträge an Theiss und Jaksch vergeben. Das Hochhaus Herrengasse und die Wiener Reichsbrücke waren beides Prestigeprojekte des austrofaschistischen Ständestaats. Dennoch hatten die beiden Architekten, in damaliger Terminologie beide volksdeutscher Herkunft, keine Probleme, nach dem „Anschluss“ Österreichs der NSDAP beizutreten. In seinem Gauakt wird immer wieder auf seine Mitgliedschaft in der Großdeutschen Partei und im Deutschen Kulturbund hingewiesen, auch wenn seine Mitgliedschaft in der Vaterländischen Front erwähnt wird. Theiss befürwortete den „Anschluss“, und schrieb in einem Artikel in der Neuen Freien Presse vom 9. April 1938: „Für uns Architekten ist und bleibt unser Führer der große Baumeister“. Die Tätigkeit des Büros befasste sich nun unter anderem mit Industrieanlagen der Molkereiwirtschaft. Theiss stand 1944 in der Gottbegnadeten-Liste des Reichsministeriums für Volksaufklärung und Propaganda.
1945 wurde Theiss wegen seiner Parteimitgliedschaft kurze Zeit der Technischen Hochschule verwiesen, durfte aber seine Lehrtätigkeit schon Ende 1945 wieder aufnehmen, nachdem das Unterrichtsministerium ihn als entnazifiziert einstufte. Theiss sei der Sonderkommission zufolge dem Nationalsozialismus „abhold gegenübergestanden“ und wäre jederzeit für die Republik Österreich eingetreten. 1948 wurde er endgültig von Bundespräsident Karl Renner amnestiert. Theiss und Jaksch blieben auch in der Wiederaufbauperiode erfolgreich – ein bemerkenswertes, allerdings keineswegs isoliertes Beispiel für die Kontinuität der österreichischen Architekturszene der ersten Hälfte des 20. Jahrhunderts über alle Regimewechsel hinweg.
Theiss starb am 24. Jänner 1963 an einem Herzinfarkt.

## Werke

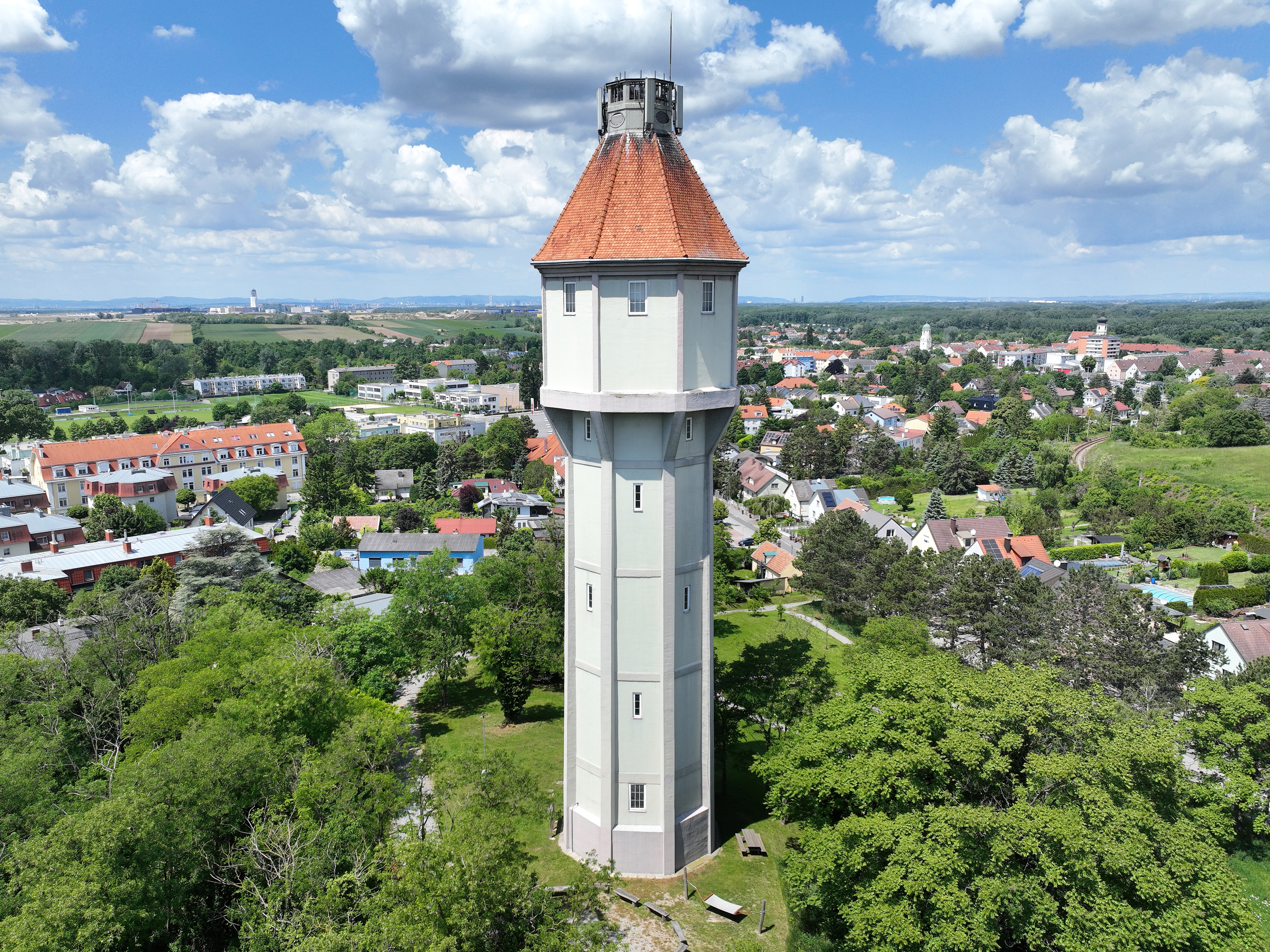
Wasserturm in Fischamend (1916); gemeinsam mit Hans Jaksch

Siehe Kapitel „Werke des Büros Theiss & Jaksch“ im Artikel Hans Jaksch.

## Ehrungen und Preise
- 1953: Preis der Stadt Wien für Architektur
- 2004: Siegfried-Theiss-Gasse, Wien-Donaustadt (22. Bezirk)

## Ehemalige Mitarbeiter
- 1930–1932: Bernard Rudofsky